# Jenő Hámori
Jenő Hámori (n. 27 august 1933, Győr, Ungaria) este un scrimer ce a reprezentat Ungaria, medaliat olimpic. A participat la 2 ediții ale Jocurilor Olimpice (1956, 1964) în care a câștigat o medalie de aur.